# Lagarto de la Malena

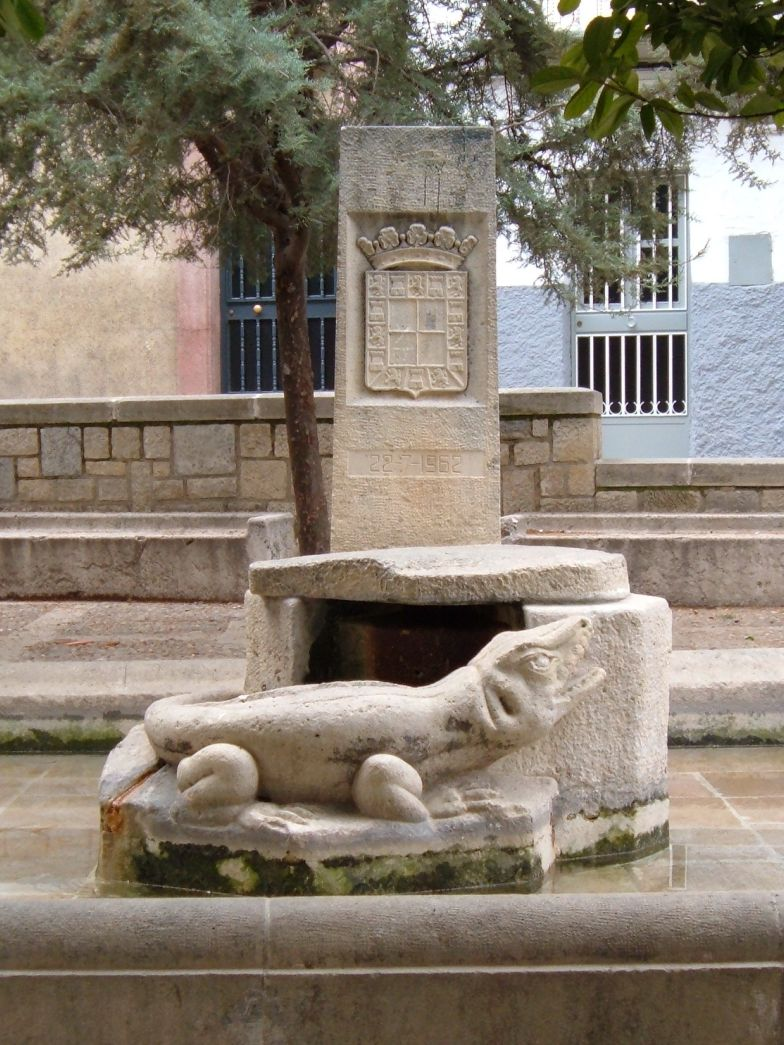
Monumento al Lagarto de la Magdalena.

La Leyenda del Lagarto de la Malena (o Lagarto de la Magdalena, o simplemente Lagarto de Jaén) es la más famosa de la capital jienense. La influencia de esta leyenda es tal, que el lagarto ha llegado a convertirse en uno de los símbolos de la ciudad, estando presente en su arquitectura (en el barrio de la Magdalena hay una estatua del lagarto en la fuente junto a la que se supone que habitaba, obra de Damián Rodríguez Callejón), en sus cabalgatas, en sus conciertos (el famoso festival Lagarto Rock), en sus dichos populares y hay quien dice que hasta en la forma de la ciudad, semejante a la de un lagarto, debido a la forma enroscada en torno al cerro de Santa Catalina. Lo cierto es que la tradición de que la ciudad tiene forma de Dragón (en realidad el "Lagarto de Jaén" es, según las crónicas antiguas y la propia leyenda, una gran Sierpe o Dragón), cuenta con una antigüedad considerable pues, incluso, en el escudo de la Catedral de Jaén se duda si la figura del Dragón simboliza el mal o la propia ciudad de Jaén, simbolizada por un monte circundado de murallas y sobre el mismo una Virgen con el Niño Jesús en sus brazos.
Ya en el siglo XVI se escribió, y así figura en escrito anónimo custodiado en la Biblioteca Nacional, que Jaén tenía las funciones vitales distribuidas al igual que el cuerpo de un dragón.
Parte de la fama de la leyenda fuera de la provincia de Jaén —principalmente en Granada, Ciudad Real, Albacete y Almería— le viene por el uso local de la expresión "Así revientes como el lagarto Jaén", utilizada para maldecir. En la ciudad de Jaén es más común el uso de "reventar como el lagarto la Malena", pues el barrio y la leyenda son conocidos y es tanto una maldición como un dicho tradicional cuando alguien come en exceso, a modo de una advertencia.
Actualmente es candidata a ser catalogada por la UNESCO como Patrimonio Cultural Inmaterial de la Humanidad, ya que previamente, el día 2 de julio de 2009 fue declarada como uno de los diez Tesoros del Patrimonio Cultural Inmaterial de España por parte del Bureau Internacional de Capitales Culturales. Posteriormente el Ayuntamiento de Jaén decidió declarar el 2 de julio como Día del Lagarto de La Magdalena.

## Leyenda
Según el mito, cuya primera referencia escrita data de 1628, en una cueva junto a la fuente de la Magdalena apareció un lagarto de grandes dimensiones (Gran Sierpe o Dragón), que atemorizaba a la gente y (dependiendo de la versión) se comía a quien iba a por agua o a las ovejas de los alrededores. Los vecinos de la Magdalena, asustados, no se atrevían a salir al manantial, por lo que buscaron una solución al problema del lagarto.
En este punto, la leyenda se diversifica, habiendo tres versiones distintas de la muerte del reptil:

### El preso y los panes
Un preso condenado a muerte solicitó su libertad a cambio de matar al lagarto. Tal era la desesperación de los vecinos que se le concedió la oportunidad de intentarlo. Para ello, solicitó un caballo, un costal de panes calientes y un saco con pólvora. Por la noche, el preso se presentó junto a la cueva y fue dejando una hilera de panes. El animal se despertó y se los fue comiendo tras el preso, que continuaba lanzando panes mientras huía a caballo. Al llegar a la plaza de San Ildefonso, en lugar de un pan le lanzó el saco de pólvora, que el animal devoró del mismo modo y, acto seguido, explotó.
Según estudiosos del tema como Alfredo Cazabán y Juan Eslava Galán, esta versión es la más verosímil de las tres, ya que en la Iglesia de San Ildefonso durante mucho tiempo se expuso una piel de reptil, seguramente de un caimán, sobre la que más tarde se pintó un retrato de San Cristóbal con el niño Jesús a hombros.

### El pastor y la piel de oveja
Un pastor, harto de que el lagarto se comiera a sus ovejas, ideó una treta para acabar con el lagarto. Tomó a una de sus ovejas y la mató, sacándole parte de la carne y rellenando el pellejo con yesca encendida. El reptil, al oler el cordero ensangrentado, lo engulló y murió al abrasarle la yesca las entrañas.
Esta versión es la más representada y popular. Sin embargo, a veces se mezcla con la primera, cambiando la yesca por pólvora, o al contrario, insertando el detalle de la piel del cordero en la versión del preso. En cualquier caso, estas dos últimas versiones conviven en la sabiduría popular y alimentan el dicho de reventar como el lagarto de Jaén.

### El caballero y los espejos
Los vecinos fueron a pedir ayuda a un guerrero, que se atavió para la ocasión con una armadura hecha de espejos relucientes. Al acercarse al lagarto, el sol reflejado en los cristales cegó al lagarto. El caballero aprovechó ese momento para atravesar al monstruo con su espada. Tal fue la fuerza con la que atravesó al animal que tropezó con una de las piedras del sendero cayendo por uno de los terraplenes cercanos a él.

## «La sangre del lagarto»
«La sangre del lagarto» es un brebaje que se prepara en la ciudad el Día Oficial del Lagarto de la Magdalena. Se prepara calentando sin hervir vino tinto con tres clavos, canela en rama, azúcar, cáscara de limón o naranja y anís. Se puede tomar frío o caliente. Durante su preparación se recita el «conjuro del lagarto».

Conjuro:

Sal Dragón ventrudo, de fogoso hocico, 

sal de tu cueva y danza como ser maldito. 

Volcán de Jabalcuz escucha este duelo, 

eructa tu fuego lanzándolo al vuelo, 

Duendes y fantasmas venid a la sangre, 

escupid el odio sin hacer vinagre. 

Viento de Jaén, afila silbidos, 

suenen al oído como alaridos. 

Pastor, caballero, preso o guerrero, 

lanza tus panes, prepara el cordero. 

Enciende la yesca, trágate la pena, 

¡Que reviente el Lagarto de la Magdalena!
Iuventa.

## Posible interpretación histórica
Existe la creencia de que la leyenda podría no ser completamente inventada, y que tendría una motivación histórica. Lo más seguro es que también pertenezca al ingenio popular (especialmente contrastando fechas), pero no deja de ser una interpretación verosímil y curiosa.
En uno de los primeros viajes de Colón al Nuevo Mundo, viajaba un jienense como carpintero de a bordo de la carabela. Al llegar a tierra, le asombró un pequeño lagarto, algo más grande que los que había visto en el Viejo Continente, por lo que decidió llevárselo para poder mostrarlo.
Ya una vez en Jaén, el animal comenzó a aumentar en voracidad y en tamaño, mientras que su dueño, que desconocía que lo que había transportado era una cría de caimán, se ocupaba en buscarle carne para tenerlo saciado. Con el tiempo, el reptil necesitaba carne en abundancia, por lo que el propio dueño era quien robaba los corderos a sus vecinos para alimentar al animal. Harto de tener que llevar esta actitud, liberó al reptil, que al ser visto por la gente de la zona fue descrito como un lagarto enorme, un monstruo.
Pese a que esta historia parece concordar con la piel de caimán expuesta en la Iglesia de San Ildefonso, lo más probable es que sea inventada, ya que no consta explícitamente tal carpintero en los viajes de Colón y parece difícil que una persona pudiera mantener a un caimán. La piel expuesta posiblemente no fuera más que un regalo traído desde la propia América, algo bastante común en los años siguientes a su descubrimiento.

## Trabajos científicos sobre el mito del Lagarto de la Magdalena
Existe un trabajo riguroso sobre el mito de la Leyenda del Lagarto de Jaén, que entronca la leyenda con la misma familia de mitos mediterráneos y que considera que su origen es indo-mesopotámico y sería portada hasta esa ciudad andaluza por los buscadores de metales sirio-fenicios o por los judíos, estos últimos una comunidad porcentualmente importante a lo largo de los siglos medievales en la ciudad (entre el 8 y el 10% de la población local).
El Lagarto de Jaén no es sino el mito del Dragón, localizado e incardinado de tal modo en el panorama cultural y popular a nivel local que se ha convertido en todo un símbolo de la ciudad y de sus propios habitantes desde hace siglos.
Todos los recientes estudios apuntan a la localización en Jaén de un mito universal, el del Dragón, que una vez llegado a la ciudad en un periodo indeterminado entre dos y tres milenios atrás, se incardinó fuertemente y se vio reforzado por las sucesivas culturas dominantes, en cuya mitología también figuraba el mito del Dragón.

## La festividad del Lagarto de la Magdalena
Anualmente, durante los últimos días de junio y primeros de julio, la asociación cultural IUVENTA, en colaboración con el Ayuntamiento de Jaén y Diputación, organizan una serie de actividades dedicadas a la Leyenda: Visitas guiadas, teatro, música, cuentacuentos y un gran pasacalles que recorre el mismo itinerario que, según la tradición, realizó el Lagarto de la Malena antes de ser derrotado.

## La nueva pieza musical «En apoyo a la leyenda: obra musical del Lagarto de la Magdalena»
El 27 de junio de 2024 se presentó, a iniciativa del Ayuntamiento de Jaén, la nueva obra musical «En apoyo a la leyenda: obra musical del Lagarto de la Magdalena». Se trata de la primera vez que una leyenda local cuenta con una banda sonora como si de una película se tratase.
La pieza musical, de unos 9 minutos de duración, está compuesta mediante música programática y está segmentada en seis episodios, acordes al desarrollo de la historia de la leyenda. La idea es reforzar, complementar y enfatizar la legendaria historia a través de la música, con la intención de facilitar la transmisión del patrimonio cultural a las generaciones futuras.